# Flaggkapten
En flaggkapten är chefen för flaggen. Flaggkaptenen fungerar som stabschef till en flaggman.
I Sverige var flaggkaptenen en officer med kommendörs eller kommendörkaptens grad som kommenderats till positionen som den högste chefens för kustflottan stabschef. Enligt det reglemente som gällde före 1875 var flaggkapten en officer med flaggmans eller regementsofficers grad och som kommenderats som biträde till chefen för en flotta som bestod av minst sex linjeskepp, fregatter eller bataljoner skärgårdsfartyg.